# Polystichum parvipinnulum
Polystichum parvipinnulum är en träjonväxtart som beskrevs av Tag. Polystichum parvipinnulum ingår i släktet Polystichum och familjen Dryopteridaceae. Inga underarter finns listade.